# Kanton Moissac-1
Der Kanton Moissac-1 war von 1973 bis 2015 ein französischer Wahlkreis im Arrondissement Castelsarrasin, im Département Tarn-et-Garonne und in der Region Midi-Pyrénées. Der Hauptort war Moissac.

## Gemeinden
Der Kanton Moissac-1 bestand aus vier Gemeinden und einem Teil der Stadt Moissac (angegeben ist hier die Gesamteinwohnerzahl, im Kanton lebten etwa 5.700 Einwohner der Stadt):
| Gemeinde                 | Einwohner Jahr | Fläche km² | Bevölkerungsdichte | Code INSEE | Postleitzahl |
| ------------------------ | -------------- | ---------- | ------------------ | ---------- | ------------ |
| Boudou                   | 702 (2013)     | 12,3       | 57 Einw./km²       | 82019      | 82200        |
| Malause                  | 1.106 (2013)   | 11,9       | 93 Einw./km²       | 82101      | 82200        |
| Moissac                  | 12.564 (2013)  | –          | – Einw./km²        | 82112      | 82200        |
| Saint-Paul-d’Espis       | 599 (2013)     | 26,07      | 23 Einw./km²       | 82170      | 82400        |
| Saint-Vincent-Lespinasse | 237 (2013)     | 9,44       | 25 Einw./km²       | 82175      | 82400        |